# Odo (Star Trek)
Odo (fullständiga namn Odo'ital), fiktiv person i Star Trek-serien Star Trek: Deep Space Nine som spelas av René Auberjonois.

## Biografi
Odo är en changeling, vilket innebär att han kan ändra sin fysiska form till nästan vad som helst.
Allt från ett fluffigt moln till en humanoid, en trädgren eller en matt yta.
Vad som mer kan sägas om Odo är att han tillhör ett större sammanhang som kallas för "The founders", vilket är ett kollektiv av changelingar som även styr över imperiet Dominion i gammakvadranten.